# Theo Puff
Theo Puff, född 21 november 1927 och död 8 maj 1999, var en tysk fotbollsspelare som hela sin karriär spelade för 1. FC Saarbrücken. Puff spelade också för Saars landslag då det var aktivt.
Med det saarländska landslaget deltog han i lagets enda mästerskapskval, kvalet till VM i Schweiz 1954. I lagets enda kvalspelsvinst, mot Norge, ådrog sig Puff en skada och byttes ut i halvtid.
Sammanlagt medverkade Puff i tolv av de nitton matcher Saars landslag spelade innan dess fotbollsförbund uppgick i det västtyska fotbollsförbundet.